# 米格爾·范達默
米格爾·范達默（荷蘭語：Miguel Van Damme；1993年9月25日—2022年3月29日）是一位比利時足球運動員，在場上的位置是守門員，曾效力布魯日舒高。

## 生平
2014年4月5日比利時甲組聯賽A主場對皇家梅赫倫的比賽，范達默首次職業上場，戰果為以1-0輸球。

2016年6月，他被診斷出患有白血病。一年後他病情好轉，並與球會續約至2019年。雖然已經康復，但他仍需每天吃藥，並在2017年9月20日比利時盃對皇家亨克賽事上場。2020年1月，他血癌復發，並獲告知生存機會不大。儘管如此，他接受了癌症免疫療法並在2020年6月16日與球會簽下新約。
2021年10月18日，他的癌症再度復發，是他五年來第五次與病魔博鬥，這次未能戰勝癌病，在2022年3月29日離世。

范達默結婚後育有一孩，在2021年出生。